# Dooptuin

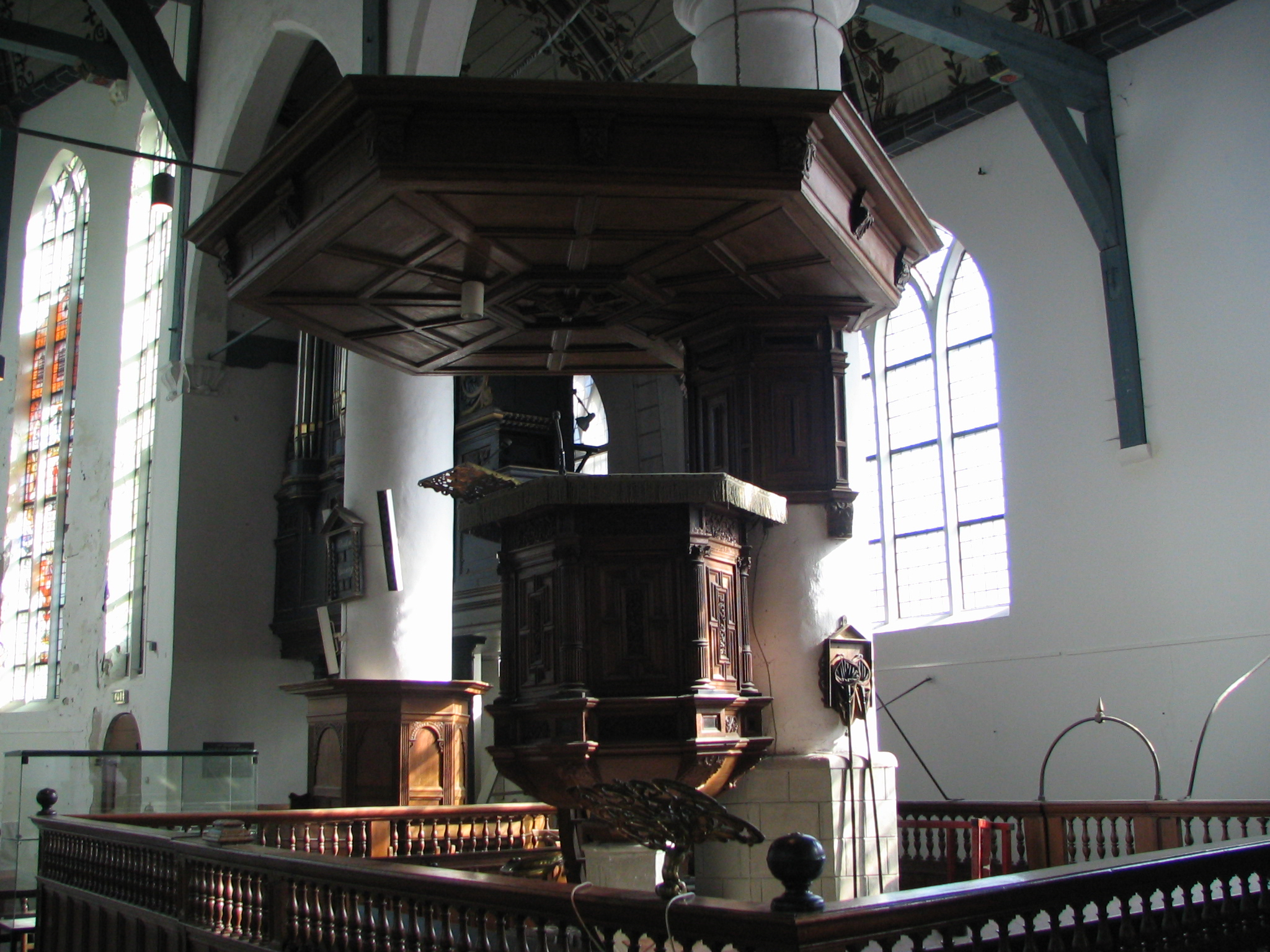
Dooptuin in de kerk van Schermerhorn; op de hoek rechtsvoor lezenaar voor de voorzanger, aan de achterzijde een doopboog.

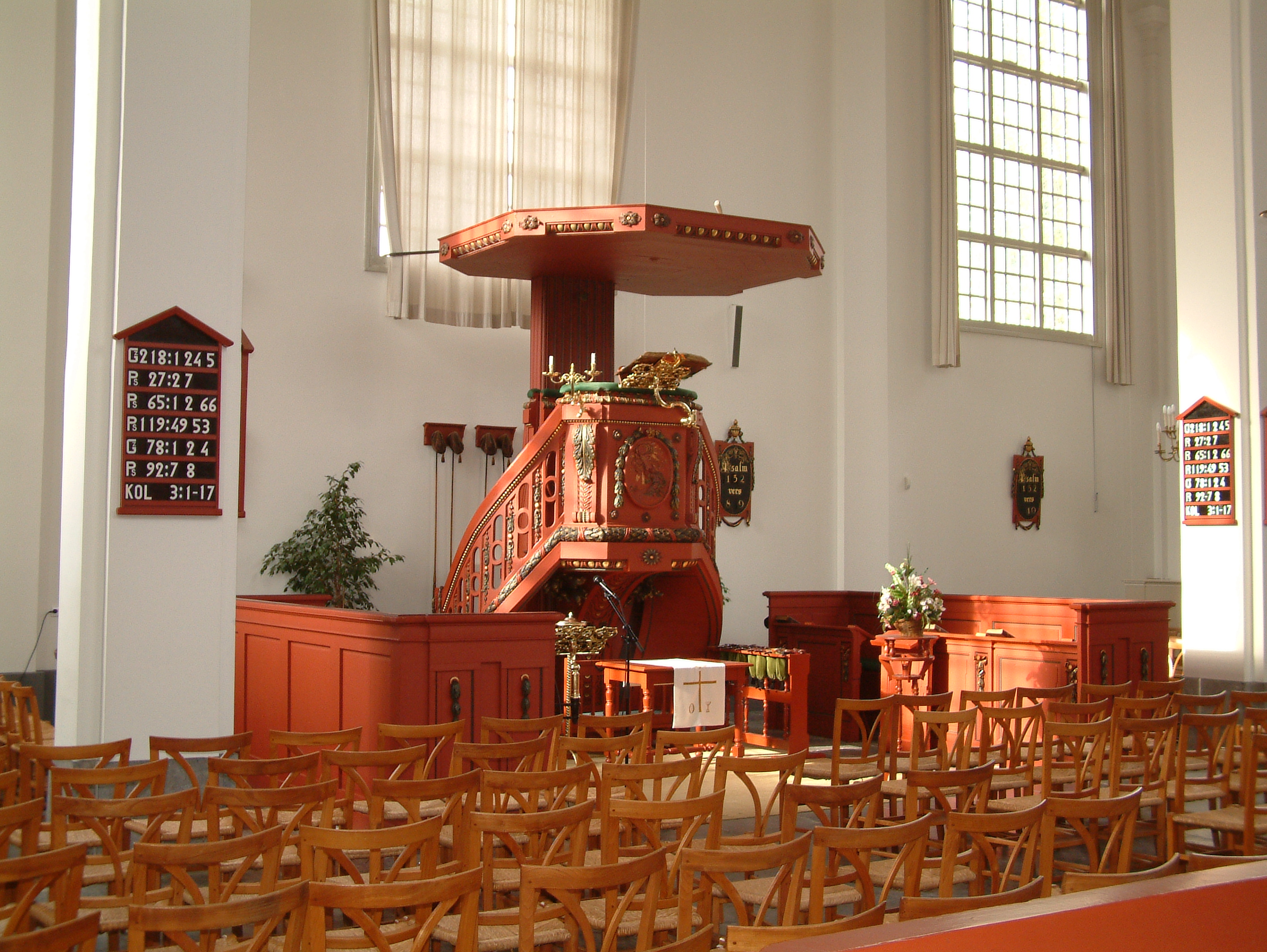
Dooptuin met deels verwijderd doophek in de Oude Kerk te Zoetermeer: aanpassing aan veranderende liturgie

Doopboog in Lodewijk XIV stijl, met driemaster in bekroning, in vier delen, uit Warder, 1765.

Een dooptuin of doophuisje is de door een doophek omgeven ruimte rond de preekstoel in Nederlandse protestantse kerken. Tot in de twintigste eeuw was de dooptuin een standaardonderdeel van de inrichting van de kerken. De dooptuin kreeg zijn naam omdat hier de doop werd bediend.

## Geschiedenis
Binnen de protestantse eredienst nam de preek een centrale plaats in. In ruimtelijke zin kwam dit tot uitdrukking door de preekstoel het middelpunt van de inrichting te laten vormen. Rond de kansel bevond zich een van de rest van de kerk afgescheiden ruimte, de dooptuin, waar zich de banken voor de kerkenraad en de kerkvoogdij bevonden. De banken en stoelen voor de andere kerkgangers bevonden zich buiten het doophek.
Waar in de katholieke kerk de doop van oudsher in een aparte doopkapel of baptisterium plaatsvindt, dan wel zo dicht mogelijk bij de (westelijke) ingang, vond dit bij de protestanten plaats binnen de dooptuin in het midden van de gemeente.
De dooptuin heeft gewoonlijk een rechthoekige vorm, die meer breed dan diep is.

## Doophek

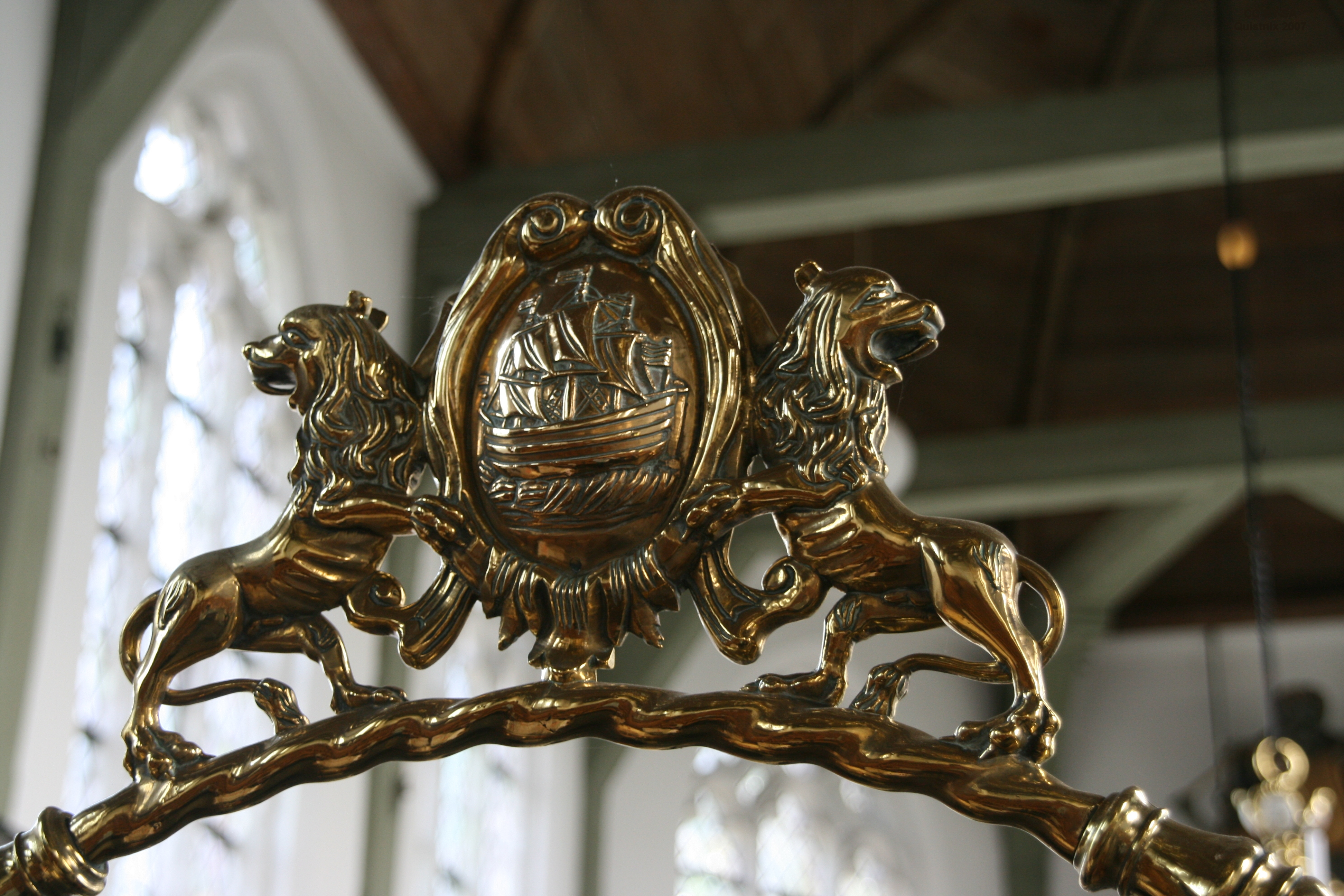
Fragment van de doopboog in de Hervormde kerk van Schipluiden

Het doophek scheidde de dooptuin van de rest van de kerk. Het is een lage omheining die gewoonlijk van hout is gemaakt. Het bovenste deel is vaak doorzichtig en voorzien van kleine spijlen of balusters. Boven de toegang tot de dooptuin bevindt zich soms een messing of koperen boog: de doopboog. Op het doophek is soms een lessenaar voor de voorzanger bevestigd. Het doopvont bevindt zich ook in de dooptuin. Soms is deze aan het doophek bevestigd.
Ten gevolge van liturgische vernieuwingen in de twintigste eeuw is in vele kerken het doophek verwijderd.

## Voorbeelden
Voorbeelden waar het doophek en de dooptuin bewaard bleven:
- Bleskensgraaf - Hervormde kerk: preekstoel en doophek uit ca. 1660
- Nijmegen - Grote of Sint-Stevenskerk: doophek uit 1652
- Maassluis - Groote Kerk
- Veen - Hervormde Kerk: doophek uit de 17de eeuw
- West-Terschelling -  Westerkerk: 17de-eeuwse preekstoel met bijbehorend doophek
- Zwaag - de Hervormde Kerk: de doopboog is in 1748 door Marijtje Hoflandt geschonken, wat ook achter op de boog vermeld wordt.